# 穆尔希达巴德
穆尔希达巴德（Murshidabad）是印度西孟加拉邦穆尔希达巴德县的一个城镇。总人口36894（2001年）。
蒙兀兒時代，為孟加拉首府，當時穆爾希達巴德縣人口與倫敦相當。

## 人口
该地2001年总人口36894人，其中男性18827人，女性18067人；0—6岁人口4436人，其中男2253人，女2183人；识字率65.91%，其中男性为70.65%，女性为60.96%。